# عبد الله حسن الكباري
عبد الله حسن علي الكباري هو شاعر يمني. ولد عام 1952 في مديرية صعفان في محافظة صنعاء. تلقى تعليمه الأولي في كتاتيب منطقته، ثم في مدارس المديرية. هاجر في سن مبكرة إلى المملكة العربية السعودية حيث أكمل هناك الإعدادية وجزءً من الثانوية. ولع بالشعر الغنائي الشعبي، وأغلب أشعاره مرتبطة بقضايا اجتماعية. كتب مقالات صحفية ساخرة لصحيفة الثورة اليمنية.